# Windows Vista
O Windows Vista foi um sistema operacional desenvolvido pela Microsoft, sendo a sexta versão do Windows para uso em computadores pessoais, incluindo computadores residenciais e de escritórios, laptops, Tablet PCs e computadores Media Centers. Antes do seu anúncio em 22 de Julho de 2005, o Windows Vista era conhecido pelo nome de código Longhorn.O lançamento do Windows Vista veio mais de cinco anos depois da introdução do seu predecessor, o Windows XP, sendo o período mais longo entre lançamentos consecutivos de versões do Microsoft Windows.

Versões do Windows Vista

O Windows Vista possui novos recursos e funções dos que os apresentados por sua versão anterior o Windows XP, como uma nova interface gráfica do usuário, apelidada de Windows Aero antes conhecido pelo codinome Avalon, funções de busca modificadas (como as ferramentas Pesquisa, Executar e como o Windows Explorer), novas ferramentas de criação multimídia como o Windows DVD Maker, e completamente renovadas aplicações para redes de comunicação, áudio, impressão e subsistema de exibição; o que gerou uma grande dificuldade na aceitação do sistema pelos usuários finais devido à sua grande alteração e à sua grande exigência do computador (para operá-lo corretamente é necessário um mínimo de 1 GB de Memória RAM, e para uma utilização padrão o ideal é 2 GB). O Windows Vista também tem como alvo aumentar o nível de comunicação entre máquinas em uma rede doméstica usando a tecnologia peer-to-peer, facilitando o compartilhamento de arquivos e mídia digital entre computadores e dispositivos. Para os desenvolvedores, o Vista introduz a versão 3.0 do Microsoft .NET Framework, o qual tem como alvo tornar significantemente mais fácil para desenvolvedores escrever aplicativos de alta qualidade do que com a tradicional Windows API, porém tal resultado não foi completamente alcançado, pois o sistema apresentou uma interface à qual muitos usuários não possuiam uma identificação graças à sua quase completa modificação, pois houve uma significativa mudança na sua estrutura.
O principal objetivo da Microsoft com o Windows Vista, contudo, tem sido a de melhorar a segurança no sistema operacional Windows. Este, apesar da grande melhoria ao compará-lo com seu predecessor, Windows XP, continua a apresentar falhas críticas a serem corrigidas (fato que pode ser percebido durante os ataques do vírus Conficker). Uma das mais comuns críticas ao Windows XP e aos seus predecessores são as suas geralmente exploradas vulnerabilidades de segurança e a total susceptibilidade a malware, vírus e buffer overflows. Em consideração a isso, o então presidente da Microsoft, Bill Gates, anunciou no começo de 2002 uma Iniciativa de Computação Confiável de grande escala na empresa a qual tinha como objetivo desenvolver a segurança nos softwares desenvolvidos pela empresa. A Microsoft declarou que priorizou a melhoria da segurança do Windows XP e Windows Server 2003 antes da conclusão do Windows Vista, atrasando assim seu lançamento; porém há falhas que persistem, pois o usuário ainda possui a opção de os executar (sem o conhecimento de que assim o estão fazendo) da mesma forma que ocorrera com seu predecessor, mudando apenas no fato de que o usuário passa a receber um número maior de avisos de que o arquivo pode causar algum dano ao computador.
Embora estas novas funcionalidades e melhorias de segurança tenham garantido opiniões positivas, o Vista também tem sido alvo de inúmeras críticas negativas da imprensa e de seus usuários-alvo (principalmente). As críticas relacionadas ao Windows Vista são os elevados requisitos de sistema, seus termos de licenciamento mais restritivos, a inclusão de uma série de novas tecnologias de gestão de direitos digitais que visam a restringir a reprodução de mídia digital protegida, a falta de compatibilidade com certos programas e equipamentos "pré-Vista", e o número de solicitações de autorização do User Account Control. Como resultado dessas e outras questões, o Vista tem taxas de aprovação e satisfação mais baixas do que as do Windows XP.

## Principais mudanças no sistema
O Vista trouxe com ele suporte a novas tecnologias e também novas ferramentas visuais e de programação. As principais novidades em relação às versões anteriores do Windows são:

### Windows Aero
A tecnologia Windows Aero antes conhecido como avalon é utilizada para gerar efeitos visuais, como sombras e esmaecimentos e transparências no ambiente de trabalho do Windows Vista. É similar a alguns efeitos gerados pelos softwares Compiz e Beryl para X.Org (GNU/Linux, BSD e outros Unix), e também do ambiente Aqua para Mac OS X. Inclusive, os softwares Compiz e Beryl também podem ser configurados, por meio de plugins, para se comportarem de modo similar ao Aero.
Existem requisitos necessários o funcionamento do visual Aero:
1GB de Memória RAM e Placa de vídeo (GPU) compatível com o DirectX 9.0 ou superior com tecnologia Pixel Shader 2.0 ou superior.
Se o computador não possuir uma Placa de vídeo (GPU) compatível com estes requerimentos, o Windows Vista irá apresentar o visual convencional sem os efeitos proporcionados pelo Aero chamado de Windows Vista Basic ou Windows Basic Interface.

### Readyboost
É possível utilizar dispositivos de memória flash como pendrives, MP3 players, cartões de memória e afins como uma cache de disco para o PC. Para que isto seja viável, é necessário que o dispositivo de armazenamento atinja certos requisitos mínimos de velocidade de acesso, assim oferecendo certa vantagem em comparação com o tempo usual de leitura dos disco rígidos comuns.

### Windows SuperFetch
O Windows SuperFetch é um sistema de gerenciamento do Windows Vista que permite abrir os aplicativos mais rapidamente do que em computadores com o Windows XP. Ele monitora os aplicativos mais acessados pelo usuário e os armazena na memória do sistema para quando você precisar.
Diferentemente do Windows XP, o Windows Vista utiliza o tempo ocioso do computador para executar algumas tarefas de sistema, como indexação, desfragmentação de disco e varreduras de antivírus. Isso evita que o sistema perca desempenho enquanto você usa o computador.
Ou seja, o sistema faz uma faxina no computador automaticamente. Além disso, o Windows Vista também executa tarefas em segundo plano, mas com uma prioridade mais baixa do que o normal para não atrapalhar seu trabalho.

### Microsoft .NET Framework 3.0
O .NET Framework 3.0 (ex-WinFX) é o nome dado para o conjunto de tecnologias de programação desenvolvidas para o Windows Vista, uma nova versão do modelo .NET.

### Windows Presentation Foundation
É uma tecnologia que visa a unificar a maneira como os documentos, imagens e gráficos são tratados pelas aplicações. Ela incorpora recursos como 3D, reconhecimento de voz, e animações com aceleração por hardware. Juntamente com esta tecnologia, a Microsoft introduzirá uma linguagem de programação para interfaces gráficas baseada em XML, nomeada XAML.
O Windows Apresentação Foundation (ou WPF), anteriormente sob o nome de código Avalon, é um subsistema em gráfica. NET Framework 3.0 (anteriormente chamada WinFX) [1], e está diretamente relacionado ao XAML. [2] WPF está incluído com o Windows Vista e Windows Server 2008, e também está disponível para Windows XP Service Pack 2 ou mais avançado, e Windows Server 2003. Ele foi projetado para oferecer um modelo para a construção de aplicações e uma separação entre a interface do usuário e da lógica comercial (necessita ainda de uma avaliação mais profunda por parte dos usuários-alvo, para definir uma real qualidade, porém os resultados atuais mostram-se promissores). A WPF pedido pode ser implantado na área de trabalho ou hospedados em um navegador web. A função pretendida pela Microsoft visa a unificar uma série de serviços de aplicação: interface de utilizador, desenho 2D e 3D, fixas e adaptativas documentos, avançado tipografia, gráficos vetoriais, raster gráficos, animação, dados vinculativo, áudio e vídeo. Embora winforms continuarão a ser largamente utilizada, e a Microsoft criou apenas algumas aplicações WPF, a empresa promove WPF para a linha de aplicativos corporativos. [3]
Windows Vista concentra-se em melhorar substancialmente o Windows fundamentals — segurança, implantação, gerenciamento e desempenho — para desenvolvedores, profissionais de TI e usuários finais possam ter mais confiança em seus PCs. melhorias foram feitas nas seguintes áreas:

### Microsoft Silverlight
Baseado na web é um subconjunto de WPF que permite Flash-como web e aplicações móveis com a mesma programação como modelo. NET aplicações. 3D recursos não são suportados, mas XPs e à base de desenho vetorial.

### Barra Lateral do Windows
Contém atalhos e utilidades, como relógio, leitor de RSS e visualizador de imagens, entre outros itens. É customizável com "gadgets" (os itens do Sidebar) que podem ser carregados da internet.

### Internet Explorer 7
A nova versão do famoso browser da Microsoft, suas funcionalidades são o suporte a abas (várias páginas na mesma instância do browser), algo já existente há muito tempo em outros navegadores para Web, como o Opera, o Firefox e o Netscape; visualização simultânea de páginas através de miniaturas e segurança com melhorias de seus predecessores. também inclui o modo protegido que dará direitos suficientes para navegar na Web, mas não há direitos para modificar as configurações do usuário ou dados no computador inclui muitos recursos para ajudar a proteger contra sites maliciosos e malware. Para ajudar a proteger contra phishing e ataques de falsificação, Internet Explorer também faz o seguinte:
- Destaca a barra de endereço quando os usuários visitam um site protegido por camada de soquetes segura e permite aos usuários facilmente verificar a validade do certificado de segurança do site
- Permite que os usuários limpar todos os dados em cache com um único clique.

### Windows Media Player 11
Versão do tocador de mídia, que traz suporte nativo a vídeos de alta definição, uma forma diferente de busca de músicas na Biblioteca de Multimídia, entre outras mudanças. Já foi lançada a versão final deste produto. É o sucessor do Windows Media Player 10 e antecessor do Windows Media Player 12 que vem incluído no novo sistema operacional Windows 7 e Windows 8 da Microsoft. Esta é a única versão que suporta o efeito Aero na barra de reprodução, removido na versão 11 do Windows 7.

### Windows SideShow
Interface entre o PC e um dispositivo, através do qual se poderá fazer um acesso remoto a conteúdos armazenados no computador.

### Índice de experiência do Windows
Um recurso que qualifica certos periféricos do computador com pontuações que vão de 1.0 até 5.9. É interessante para verificar em uma média de pontos a potência, a velocidade e qualidade destes dispositivos. São relacionadas pontuações sobre o Processador, Memória RAM, Placa de vídeo (GPU) e Disco rígido.

### User Mode Driver
Instalação e utilização de drivers em modo de usuário, especialmente dedicado a periféricos de memória USB.

### Kernel Mode Driver
Instalação e utilização de drivers em modo de kernel, especialmente dedicado a drivers do sistema incluindo drivers gráficos, drivers de som e adaptadores de rede.

### WDDM (Windows Display Drivers Model)
Modelo de drivers gráficos para suportar as mudanças na interface do Vista, bem como o efeito Aero Glass. Baseia-se em processamento paralelo na GPU. O WDDM é um modelo sucessor ao XPDM.

### JPEG XR
Novo sistema de foto para substituir o formato JPEG, com melhor qualidade de imagem e compressão.

### Windows Service Hardening
Em versões antigas do Windows, os serviços não necessariamente executado com o mínimo possível de privilégios. De fato, os serviços do Windows, muitas vezes funcionou sob contas com alto nível de acesso, tais como a conta LocalSystem. Além disso, os usuários muitas vezes não são informados sobre os serviços em execução em seus sistemas, e não percebem que há serviços que são seguros para desativar. Finalmente, serviços e aplicações do usuário funcionou no mesmo espaço, o que poderia resultar em acesso não autorizado. Como resultado de serviços executados com privilégios que não corresponde a necessidade e serviços em execução que os usuários não exigiam, desktops Windows ficaram mais vulneráveis ao ataque. O Windows Vista restringe os serviços essenciais a atividades anormais no sistema de arquivos, registro, rede ou outras áreas que poderiam ser exploradas por malwares. Da perspectiva do "always-on" código do sistema operacional, os serviços do Windows representam uma grande percentagem da superfície de ataque global sobre o sistema, especialmente se você considerar o nível de privilégio do referido código. Windows Vista limita o número de serviços que estão em execução e operacionais, por padrão. Windows Service Hardening reduz o potencial de dano de um serviço comprometido, introduzindo diversas alterações para o Windows Services no Windows

### Proteção de acesso de rede
Vírus e worms podem atacar uma rede interna protegida através de computadores móveis que não possuem as atualizações mais recentes, as definições de configuração de segurança ou as assinaturas de vírus baixadas. Os usuários móveis podem se conectar às redes desprotegidas em hotéis, aeroportos ou lojas de café, onde seus computadores podem ser infectados por um vírus ou malware. O Windows Vista possui proteção de acesso à rede para ajudar a impedir que computadores comprometidos a segurança de se conectar à rede interna do usuário até que sejam cumpridos os critérios de segurança.

### Novo Firewall
O Windows Vista fornece saída como filtragem de entrada, que pode ser gerenciado centralmente por meio de diretiva de grupo. Isto permite que administradores controlem quais aplicativos poderão se comunicar ou estão impedidos de se comunicar na rede. Controle de acesso de rede é uma das maneiras mais importantes para reduzir os riscos de segurança.

### Windows Resource Protection
Sucessor do Windows File Protection que agora além dos arquivos DLL, OCX e EXE agora protege os bitmaps, xml, e outros arquivos importantes do Windows
- Novo WinSxS

Nas versões anteriores do Windows cada arquivo que faltava no banco de dados do SxS ao executar o System File Checker era solicitado inserir o CD de instalação do Windows mas agora todos os arquivos presentes no Windows instalado tem uma cópia no banco de dados SxS e desta maneira não será mais necessário inserir o CD do Windows pois todos os arquivos estarão salvos neste local

### Capacidade de Gerenciamento
Windows Vista ajudará a reduzir o custo total de propriedade (TCO) de PCs através de gerenciamento simplificado, maior automação de tarefas e diagnósticos aprimorados. Melhorias no Windows Vista incluem:
- Melhor aplicação de diagnóstico, incluindo auto-diagnóstico e correção automática de condições de erro comuns, correções para falhas conhecidas e "trava" e as novas tecnologias para minimizar reinicializações durante a instalação de software, estão incluídos.
- Uma melhor Agendador de tarefas agenda tarefas para serem iniciadas quando ocorre um evento específico, como quando espaço em disco torna-se insuficiente.
- Serviços da Web para gerenciamento (WS-Management) facilita a execução de scripts remotamente e executar outras tarefas de gerenciamento. Comunicação pode ser tanto criptografada e autenticada, ajudando os riscos de segurança de limite.
- Console de gerenciamento Microsoft 3. 0 (MMC 3. 0) fornece um quadro comum para ferramentas de gerenciamento, tornando-os mais fáceis de encontrar e usar. MMC 3. 0 oferece suporte a interfaces gráficas de usuário mais rica, mais funcional para gerenciamento e permite que os administradores executem várias tarefas em paralelo, mantendo ferramentas administrativas responsivo, mesmo após o lançamento de uma tarefa de gerenciamento complexo ou lento.

### Desempenho
Windows Vista ajudará a melhorar o desempenho do computador em áreas-chave, incluindo o início, acordando e responder às ações do usuário. Recursos de desempenho incluídos no Windows Vista incluem o seguinte:
- Inicialização rápida. Scripts de login e processo de aplicativos e serviços de inicialização em segundo plano, enquanto os usuários executam suas tarefas desejadas.
- Modo Dormir (Suspender). O novo Estado de Suspensão no Windows Vista combina a velocidade do modo de espera com recursos de proteção de dados e consumo de baixo de energia.

O estado de Hibernação também permite que os usuários alterar ou remover uma bateria com pouco risco para abrir aplicações e dados, uma vez que o conteúdo da memória é gravada no disco rígido com segurança. Inicialização do Estado de suspensão e hibernação requer apenas alguns segundos, ou seja, menos desligamentos e reinicializações são necessárias, que ajuda a melhorar o gerenciamento de energia.
- Gerenciamento de memória superior e melhor entrada/saída (e/S) gerenciamento torna Windows Vista mais responsivo do que as versões anteriores do Windows, especialmente nas tarefas mais notáveis, como abrir o menu Iniciar ou clicando um arquivo no Windows Explorer para exibir um menu de atalho.

### Projeção em rede para PCs móveis
Windows Vista torna mais fácil para os usuários conectar um PC móvel a um projetor em uma rede para exibir uma apresentação, ou para compartilhar uma apresentação com PCs nas proximidades. O recurso de projeção em rede permite que um computador baseado no Windows Vista para detectar nas proximidades de PCs ou projetores e estabelecer uma conexão através de uma rede, independentemente de se a rede é com fio ou sem fio, ad hoc ou parte de uma infraestrutura corporativa.

### Gerenciador de sincronização
Windows Vista irá unificar a sincronização com o Gerenciador de sincronização, uma nova interface que permite que os usuários iniciem uma sincronização manual, parar uma sincronização em andamento, ver o status das atividades atuais de sincronização e receber notificações para resolver conflitos em todos os dispositivos e fontes de dados com o clique de um botão.

### Tecnologias de proteção de dados avançada
reduzir o risco de que os dados em laptops ou em outros computadores serão visualizados por usuários não autorizados, mesmo que o computador seja perdido ou roubado. Windows Vista oferece suporte à criptografia de volume completo para ajudar a impedir o acesso ao disco para arquivos por outros sistemas operacionais. Ele também armazena as chaves de criptografia em um chip TPM (Trusted Platform modelo) de v1. 2. A partição de todo o sistema é criptografada no arquivo de hibernação e os dados do usuário.

### Recursos de proteção de conta de usuário
habilita os administradores para implantar computadores que configuram para dar aos utilizadores finais somente os privilégios que eles precisam para executar suas tarefas. Isso preenche a lacuna entre o usuário e privilégios administrativos executando aplicativos com permissões limitadas.

### Hot Patching
O Windows Vista SP1 habilita o suporte para hotpatching, uma tecnologia para reduzir a obrigatoriedade da reinicialização do sistema depois da aplicação de atualizações. Ela trabalha permitindo que os componentes do Windows sejam atualizados enquanto ainda estão em uso por um processo em execução. As atualizações que permitem o hotpatching são instaladas com os mesmos métodos usados pelas atualizações tradicionais, e não vão exigir a reinicialização ("reboot") do computador.

### Kernel Patch Protection (KPP)
Nas edições 64bits inclui o Kernel Patch Protection que monitora se os principais recursos utilizados pelo kernel ou o código do kernel em si foi modificado. Se a alteração for detectada, o Windows irá iniciar uma verificação de erro e desligar o sistema, com uma tela azul e / ou reiniciar.
Modificações proibidas:
- Modificando serviço do sistema de tabelas
- Modificando a tabela de descritores de interrupção
- Modificando a tabela do descritor global
- kernel usando pilhas não alocados pelo kernel
- Modificar ou código de correção contidas dentro do próprio kernel, ou o HAL ou NDIS bibliotecas kernel

Kernel Patch Protection protege contra estes efeitos negativos:
- "A Tela Azul da Morte", que resulta de erros graves no kernel;
- Problemas de confiabilidade resultantes de vários programas de tentar corrigir as mesmas partes do kernel;
- Comprometida a segurança do sistema;
- Rootkits podem utilizar o acesso do kernel para inserir-se em um sistema operacional, tornando-se quase impossível de remover;
- Produtos que dependem do kernel modificações são susceptíveis de romper com as versões mais recentes do Windows ou atualizações para o Windows que alteram a maneira como funciona o kernel.

### Windows Media Center
Windows Media Center, em português: Central de mídia do Windows. Já esteve presente em uma das versões do Windows XP chamada Windows XP Media Center Edition e agora presente nas versões Home Premium e Ultimate do Windows Vista. Como o próprio nome diz, é uma aplicação que reúne diversos tipos de mídia executáveis em um Computador em um só lugar. Na mesma aplicação é possível assistir à TV em tempo real (sintonizador ou placa de captura é requerido), assistir aos filmes em DVD, ouvir as músicas em MP3 - WMA e outros formatos, assistir aos vídeos e clipes armazenados no disco rígido (como clipes em WMV, AVI, DivX entre outros), realizar um Slideshow com fotos e imagens e ainda consultar mídia on-line. É possível controlar tudo por um controle remoto vendido pela Microsoft.

### Atualizações
O Windows Vista tem um aplicativo chamado "Anytime Upgrade", que permite atualizar de edições Home do Windows à Ultimate pagando uma taxa de atualização via Internet; uma página com comparativos é exibida.
As atualizações do sistema também estão mais fáceis e ágeis graças ao novo painel de atualizações do Windows Update que agora é independente do browser. Ou seja, não é mais acessado via website como acontecia nas versões anteriores ao Windows Vista.

### Jogos
Pela primeira vez em catorze anos, os jogos que acompanham o Windows desde a versão 3.1 como o Paciência (Solitaire), Campo Minado (Minesweeper) e Copas (Hearts) e desde a versão 95 que traz o FreeCell sofreram mudanças notáveis. Os mesmos jogos que habitaram todas as versões anteriores ao Windows Vista (somente até a 3.1) agora possuem efeitos gráficos e sons.
O Paciência (Solitaire) possui as diferenças mais notáveis: Agora é possível trocar o fundo da tela (ecrã), existem quatro tipos de baralhos (e não os versos deles que até então eram as únicas coisas que poderiam ser trocadas no Paciência), o jogo explica movimentos inválidos com uma janela de ajuda e ao pressionar o botão H do teclado o jogo lhe dá uma dica de movimento para que possa continuar suas jogadas.

### DirectX10
Uma nova versão da coleção de APIs para o desempenho gráfico e sonoro das aplicações e jogos que os fazem uso. Já estão sendo comercializadas novas Placas de vídeo (GPUs) com a tecnologia DirectX 10. No Service Pack 1 foi lançado a versão 10.1 e a versão 11.0 foi incluída no SP2.

### Novas Caixas Oficiais
As caixas do Windows Vista serão separadas pelas cores:
- Azul claro para o Windows Vista Starter Edition
- Verde claro para o Windows Vista Home Basic
- Verde escuro para Windows Vista Home Premium
- Azul para Windows Vista Business
- Azul escuro para Windows Vista Enterprise
- Preto para o Windows Vista Ultimate

### Ícones do Aero Glass
O Windows Vista possui novos ícones com diversos efeitos visuais, entre eles o visual Glass característico desta versão do sistema operacional. Os novos ícones mostram imagens mais reais possível. além da possibilidade de aumentar o zoom dos ícones para 256x256 pixels diferente do Windows XP que suportava somete 32x32 pixels

### Bloqueio de cópias não autorizadas
O Vista inclui um sistema de proteção contra a pirataria aprimorado, baseado no WGA do Windows XP, chamado Plataforma de Proteção ao Software (do inglês Software Protection Platform - SPP). Um de seus componentes principais é um novo modo de funcionalidade reduzida, no qual o Vista entra quando detecta "falha de ativação de software" ou "cópia não genuína", que é descrita pela Microsoft como: "o navegador padrão será iniciado e o usuário terá a opção de comprar uma chave do produto. Não há menu iniciar, nenhum ícone no desktop e o papel de parede é modificado para preto. (…) Depois de uma hora, o sistema fará logoff do usuário sem aviso." Segundo a Microsoft, esta versão do Windows vem com uma tecnologia de bloqueio que evita o funcionamento de cópias não autorizadas. Esta tecnologia limita o uso da plataforma restringindo as suas funcionalidades caso o usuário não ative o sistema em um prazo de 30 dias, visto que esta tecnologia já foi explorada para permitir a ativação não oficial. No Windows XP, um sistema parecido, denominado WPA (Windows Product Activation, em português: Ativação do Produto Windows), era o responsável que avisa quando o usuário estava usando uma cópia não autorizada do sistema, mas que é facilmente contornado.
O Windows Vista tem os seguintes tipos de modos de funcionalidade reduzida:
- Modo de funcionalidade reduzida após o período de tolerância
- Modo de funcionalidade reduzida de produto não original

Modo de funcionalidade reduzida após o período de tolerância:
O Windows Vista entra em modo de funcionalidade reduzida após o período de tolerância caso se verifique uma das seguintes condições:
- Numa cópia de revenda do Windows Vista
- Não ativou o Windows Vista no espaço de 30 dias após a instalação.
- Não reactivou o Windows Vista no espaço de três dias após a substituição de um componente de hardware principal do computador.

Numa cópia do Windows Vista do fabricante de equipamento original (OEM)
- Não ativou o Windows Vista no espaço de três dias após ter substituído a placa principal do OEM, ou a placa principal de origem, por uma placa principal que não seja do OEM.

Numa versão Corporate ou Enterprise do Windows Vista que utilize o KMS (Key Management Service)
Nota: o KMS permite activar o computador mediante um serviço alojado no ambiente do utilizador para que não seja necessário estabelecer ligação aos servidores da Microsoft.
- Não ativou o Windows Vista no espaço de 30 dias após a instalação.
- Não renovou a ativação do Windows Vista no espaço de 210 dias após uma Ativação anterior do Windows Vista.
- Não ativou o Windows Vista no espaço de 30 dias após ter substituído a unidade de disco rígido do computador.

Numa versão Corporate ou Enterprise do Windows Vista que utilize uma Chave de Ativação Múltipla (MAK)
Nota: a MAK permite activar vários computadores através da ligação aos servidores da Microsoft na Internet ou por telefone.
- Não ativou o Windows Vista no espaço de 30 dias após a instalação.
- Não reativou o Windows Vista no espaço de 30 dias após a substituição de um componente de hardware principal do computador.

Modo de funcionalidade reduzida não genuíno:
- O Windows Vista entra em modo de funcionalidade reduzida não genuíno caso se verifique uma das seguintes condições:
- O programa WGA (Windows Genuine Advantage) detecta uma chave de produto bloqueada ou uma chave de produto falsificada.

Nota: o programa WGA é um serviço da Microsoft que detecta se o utilizador tem uma versão autêntica do Vista. Uma chave de produto é uma chave única baseada em software utilizada para identificar um produto como sendo original. O programa WGA detecta ficheiros binários de ativação incorrectos ou modificados.
- Na funcionalidade reduzida a área de trabalho ficava toda na cor preta e somente o ícone do internet explorer ficava disponível na barra de tarefas para poder acessar a internet e ativar o Windows. Neste estado o usuário não tem acesso ao menu iniciar, explorer e barra de tarefas, facilmente contornado bastando abrir o processo explorer.exe pela barra de endereço.
- No Windows Vista Service Pack 1 foi removida a funcionalidade reduzida e agora aparece somente uma janela pedindo para ativar o Windows em cada vez que é feito o login e a cada 15 minutos e caso o usuário não queira ativar ele terá que aguardar 15 segundos para poder prosseguir com o uso.

## Edições
O Windows Vista é vendido em seis edições. As versões estão disponíveis nas seguintes arquiteturas 32-bit (x86) e 64-bit (x86-64). São elas:
Vista Starter Edition - Somente em 32-bit (x86)
Vista Home BasicÉ a versão similar ao Windows XP Home Edition, destinada ao usuário doméstico. Conta com uma série de aplicativos de segurança, firewall, anti-spam e proteção para redes sem fio. Também vem com Windows Media Player e Windows Mail com suporte a RSS.
Vista Home Premium
Vista BusinessSimilar ao Windows XP Professional, é a versão voltada - tal como já ocorre com a atual versão do Microsoft Office.
Vista EnterpriseÉ Windows oferecido para as empresas de grande porte. Entre as características, estão funções exclusivas de Virtual PC, interface com suporte a múltiplos idiomas e a possibilidade de fazer backup ou criptografar grandes volumes de dados.
Vista UltimateA edição mais completa. Tem todas as funcionalidades das versões anteriores e mais algumas, como o pacote Windows Ultimate Extras. Os seus usuários terão acesso a diversos serviços online ligados a música, filmes e entretenimento doméstico, incluindo ferramentas para aumentar a performance dos jogos electrónicos de qualidade.

## Requisitos
De acordo com a Microsoft, computadores que podem executar Windows Vista eram classificados com "Vista Capable" e "Vista Premium Ready". Um Vista Capable ou PC equivalente precisa ter no mínimo um processador de 800 MHz, 512 MB de RAM e uma placa gráfica de classe DirectX 9, e não será capaz de suportar os elementos gráficos do Vista, incluindo a interface do usuário Aero. Um computador Vista Premium Ready terá vantagem da função Aero do Vista mas precisará no mínimo um processador de 1 GHz, 1 GB de memória RAM, e uma placa gráfica compatível com Aero com no mínimo 128MB de memória gráfica e suportando o novo Windows Display Driver Model.
| Componente          | Minimo          | Recomendado                                                                |
| ------------------- | --------------- | -------------------------------------------------------------------------- |
| Processador         | 1 GHz           | 2 GHz                                                                      |
| Memória             | 512 MB RAM      | 1 GB RAM                                                                   |
| GPU                 | DirectX 9 capaz | GPU capaz DirectX 9 com Hardware Pixel Shader v2.0 e suporte Driver WDDM   |
| Memória do GPU      | 64 MB RAM       | 128MB de RAM ou 256MB para maiores resoluções                              |
| Capacidade do HDD   | 20GB            | 40GB em versões 64bits                                                     |
| Espaço livre do HDD | 15GB            | 28GB (Para SP1)                                                            |
| Tipo de HDD         | Normal          | Normal, mas é recomendado um Drive de Estado Sólido / Disco Rigído Híbrido |
| Outros drives       | DVD-ROM         | DVD-ROM                                                                    |

## Dificuldades nas vendas
Apesar dos investimentos massivos em marketing da Microsoft para fazer com que os usuários trocassem o Windows XP pelo Windows Vista, o sistema provou ser um fracasso nas vendas. O fracasso de penetração do sistema é tão grande que alguns usuários que mudaram para o Vista, foram forçados a fazer um downgrade para o XP após uma série de problemas técnicos. Com isso a Microsoft foi obrigada a diminuir os preços de todas as versões do Vista.
Mas mesmo com tantas dificuldades o sistema vem ganhando mercado de uma forma lenta mas consistente, devido ao sistema OEM.

## BadVista.Org
Devido aos altos requisitos mínimos exigidos pelo Windows Vista, bem como sua instabilidade, políticas de DRM que poderiam restringir a liberdade do consumidor final e incompatibilidade com hardwares existentes, em 15 de Fevereiro de 2006, a Free Software Foundation lançou a campanha BadVista, onde, através do site BadVista.org, tentava expor os males causados contra os usuários de computadores pelo novo Windows Vista, e promover alternativas em software livre que respeitem a segurança dos usuários e sua privacidade. A campanha sugeria que o usuário trocasse o Windows Vista pelo gNewSense, distribuição de GNU/Linux que respeita os ideais do software livre.
A FSF encerrou a campanha em Fevereiro de 2009, afirmando que o nome Vista já é sinônimo de falha na opinião pública e declarando vitória, com mais de 7000 patrocinadores registrados no site.

## Os Service Packs do Windows Vista

### Service Pack 1 - Build 6.0.6001.18000
Lançado oficialmente e aberta ao público para download via website e via Windows Update no dia 18 de Março de 2008. A onda Wave0 abrange à todas as versões do sistema com idioma Inglês, Francês, Espanhol, Japonês ou Alemão. A Wave1 que abrange a todos os outros idiomas para qual o Windows Vista foi desenvolvido está disponível via Windows Update e através do site da Microsoft desde o dia 14 de Abril de 2008 onde essa atualização resolve grande parte dos problemas de desempenho no sistema e inclui novos recursos e funções como o HotPatching e uma nova versão do Kernel PatchGuard nas edições 64bits que protege o sistema contra alterações não autorizadas no kernel. O suporte para o Windows Vista com Service Pack 1 (SP1) terminou em 12 de julho de 2011.

### Service Pack 2 - Build 6.0.6002.18005
O Service Pack 2 do Windows Vista foi disponível oficialmente ao público para download via website no dia 26 de Maio de 2009. Este Service Pack adiciona alguns recursos novos ao Windows Vista como Bluetooth 2.1, suporte a gravação integrada de BluRay, Windows Search 4.0 e outros recursos.
Alguns rumores e indicios de um Service Pack 3 para Windows Vista foi encontrado em um hotfix tendo o termo sp3 encontrado no site da tecnet da microsoft mas só foi um rumor pois era somente um SP3 Path Update ou seja um Service Pack através de atualizações assim como o SP5 do Windows 2000 mas sem novidade

## Novas melhorias no Windows Vista

### DirectX11
Depois de amplamente testado e aperfeiçoado para o Windows 7, um conjunto de melhorias nativas do DirectX 11 finalmente foram implementadas ao Vista com o título de “atualização KB971512”. Porém, isso saiu na forma de atualizações recomendadas do sistema. Com o DirectX 11 no Vista, incluirá o Direct Write, Direct 2D o DirectCompute e seus três Shader Models: o 4.0 permite a compatibilidade de novas aplicações gráficas nas placas de vídeo construídas sobre o DirectX 10, assim como 4.1 faz o mesmo para o DirectX 10.1 e 5.0 para as novíssimas placas de vídeo com suporte para DirectX 11. Para instalar o DX11 é necessário ter o Service Pack 2.

### Internet Explorer 9
O novo Internet Explorer traz uma interface reformulada e muito mais limpa.
o Internet Explorer 9 traz uma aparência muito mais leve, com as abas localizadas na parte superior da tela, da mesma maneira que já acontecia com outros navegadores concorrentes.
Essa reestruturação é uma tentativa de eliminar um dos maiores problemas do browser: a lentidão. Com poucos objetos a serem carregados, o aplicativo não exige tanto do computador na hora da inicialização. Outra alteração foi na posição dos botões de ação, como “Favoritos” e “Configurações”, que foram realocados para a extrema ponta da tela. O mesmo aconteceu com a barra de endereços, que agora fica ao lado das guias, no topo da página. Essas alterações eliminam uma grande porção de espaços não utilizados na interface, o que aumenta a área destinada à visualização de suas páginas. Além disso, como todos os ícones são muito discretos, você se mantém focado apenas àquilo que realmente importa.
Outra novidade é a adição de uma página específica para quando você abrir uma nova aba. Em vez de trazer um texto padrão ou uma tela em branco, o IE9 lista os dez sites mais acessados no navegador, da mesma forma que já acontece com o Chrome. Deste modo, o tempo que você leva para acessar seus endereços cai drasticamente Ao contrário do navegador da Google, o Internet Explorer 9 exibe uma pequena barra colorida abaixo de cada miniatura, indicando a frequência com que você entra em cada um daqueles sites. Isso permite uma maior organização da página, além de tornar o clique muito mais intuitivo.
IE9 também possui um gerenciador de download próprio, que lista e deixa seus arquivos baixados muito mais organizados e fáceis de serem encontrados. A diferença desta nova função em relação ao que já era feito pelos outros navegadores é a interface utilizada. O gerenciador da Microsoft traz todas as informações necessárias de maneira bastante condensada, mas sem deixar o usuário na mão. Isso significa que você visualiza o progresso do download de modo muito mais sucinto e organizado. Além disso, ele realmente faz a função de gerenciamento funcionar de verdade. Caso você feche o navegador sem que o download esteja concluído, fique tranquilo, pois é possível continuar o processo exatamente de onde parou.

### Windows PowerShell 2.0
Microsoft Windows PowerShell é um novo prompt de comando do Windows, muito mais poderoso que o cmd.exe, voltado à automatização, via scripts e canalização de objetos por uma sequência de comandos, para manutenção de sistemas por parte de administradores, além de um controle maior do sistema. O Windows PowerShell fornece acesso à todas as APIs .NET disponíveis no sistema, além dos objetos COM, e outras APIs Microsoft.

### Fim do suporte
O suporte estendido (apenas atualizações de segurança) do Windows Vista foi encerrado em 11 de abril de 2017, tendo um total de 10 anos, ficando assim disponível somente o suporte ao Windows 7 (2020), Windows 8.1 (2023) e o Windows 10 (Build 10240 RTM - 2025).